# Червеногуша вдовица
Червеногуша вдовица (Euplectes ardens) е вид птица от семейство Ploceidae.

## Разпространение
Видът е разпространен в Ангола, Бурунди, Габон, Гана, Гвинея, Еритрея, Етиопия, Замбия, Зимбабве, Камерун, Демократична република Конго, Република Конго, Кот д'Ивоар, Кения, Лесото, Либерия, Малави, Мали, Мозамбик, Нигерия, Руанда, Сенегал, Сиера Леоне, Судан, Свазиленд, Танзания, Того, Уганда, Централноафриканската република, Южна Африка и Южен Судан.